# Maksym (Popow)
Maksym, imię świeckie: Miefodij Grigoriewicz Popow (ur. 5 czerwca?/17 czerwca 1876 w Bolszom Surmiecie, zm. 934 w Nawołoczkach) – rosyjski duchowny prawosławny pochodzenia mordwińskiego, święty nowomęczennik.

## Życiorys
Pochodził z głęboko religijnej rodziny chłopskiej, w której czworo spośród pięciorga dzieci wstąpiło do monasterów. Na początku XX wieku ożenił się. Jako człowiek głęboko wierzący wielokrotnie udawał się na pielgrzymki do najważniejszych świątyń Rosji, w tym pieszą pielgrzymkę do Ławry Pieczerskiej, czynnie włączał się w działalność miejscowej parafii. Posiadał znaczny autorytet wśród innych mieszkańców wsi, w której żył. Miał dwoje dzieci.
Po rewolucji październikowej, w ramach polityki komunizmu wojennego, rodzinie Popowych zarekwirowano całe zapasy żywności i inwentarz. Wiosną 1922 w czasie epidemii tyfusu spotęgowanej głodem Miefodij Popow stracił ojca i żonę. Po jej śmierci ślubował niezawieranie kolejnego związku małżeńskiego i postanowił zostać mnichem. W 1926 złożył wieczyste śluby mnisze przed biskupem Janem (Pojarkowem), przyjmując imię Maksym. Został następnie wyświęcony na kapłana i służył w różnych monasterach eparchii ufimskiej.
W 1927 żeński monaster św. Sergiusza w ujeździe bielebiejewskim, gdzie służył hieromnich Maksym, został zlikwidowany, zaś jego budynki zmienione w kolonię dla bezdomnych. Kilkunastu mniszkom oraz kapłanowi z dziećmi pozwolono pozostać w dwóch dawnych stróżówkach i uczestniczyć w nabożeństwach w cerkwi. W 1929 naczelnik kolonii zamknął jednak dawną świątynię klasztorną i usunął mniszki i kapłana z jej terytorium. W lutym 1930 hieromnich Maksym objął parafię św. Eliasza w Riabaszu, zamieszkując u różnych wiernych. W 1931 został aresztowany w Bielebieju na podstawie donosu, w którym zarzucono mu prowadzenie agitacji antyradzieckiej. Uwięzionemu duchownemu sugerowano wyrzeczenie się wiary, odmówił jednak. 25 października 1931 został skazany na pięcioletnią zsyłkę do wsi Nawołoczki (obwód archangielski).
Wiosną 1934, w czasie powodzi, obóz został zalany wodami Diwny. W następstwie tego wydarzenia hieromnich Maksym zachorował na zapalenie płuc, co stało się przyczyną jego śmierci.
Kanonizowany jako jeden z Soboru Świętych Nowomęczenników i Wyznawców Rosyjskich w sierpniu 2000.